# Der Welt Lohn

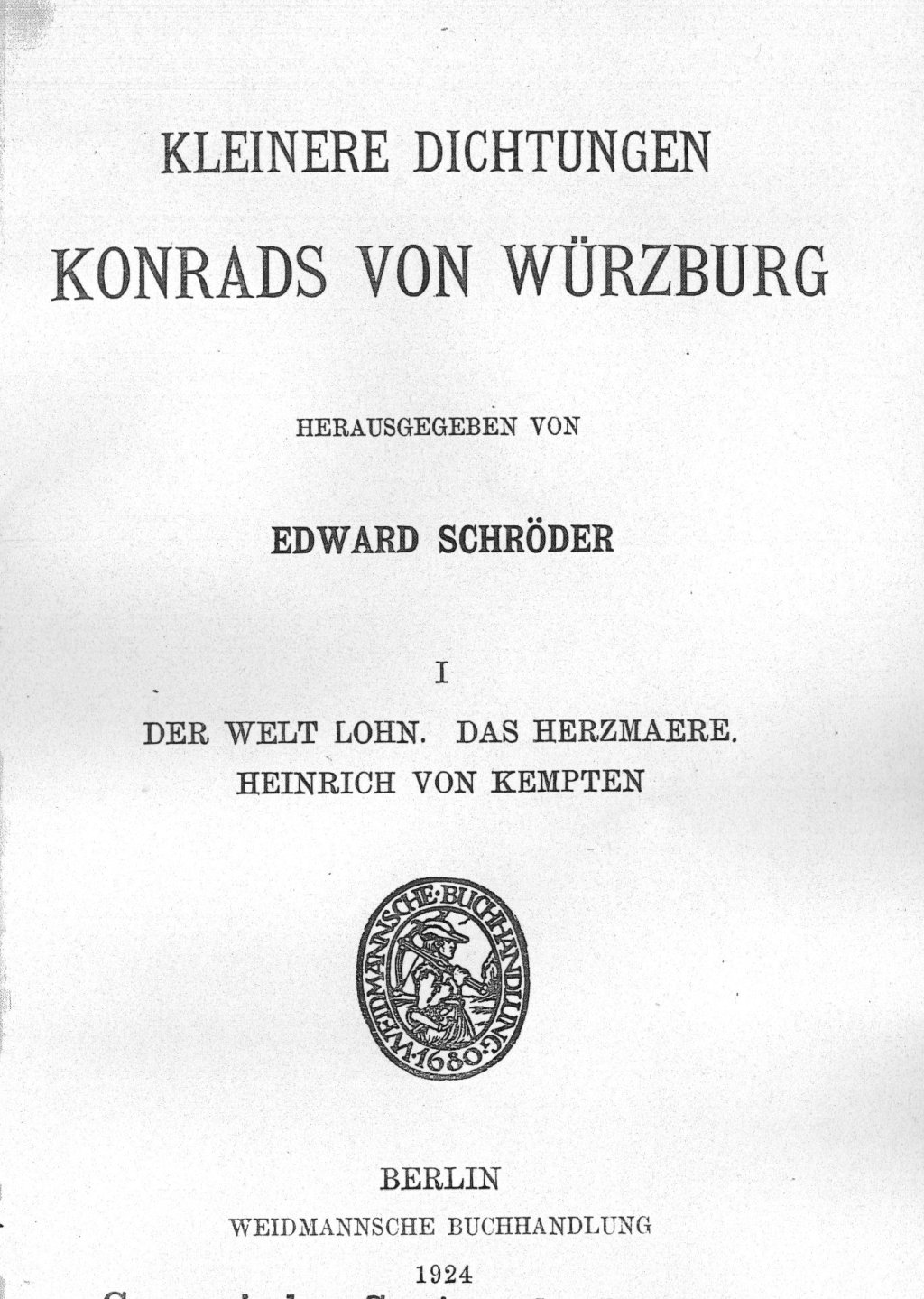
Der Welt Lohn herausgegeben von Edward Schröder, 1924

Der Welt Lohn ist eine 274 Verse umfassende Verserzählung, die Konrad von Würzburg vor 1260 verfasste.

## Inhalt
In seinem Text lässt Konrad einen edlen Ritter, der allezeit nach dem Ruhm der Welt und der Anerkennung der Menschen strebte, mit der personifizierten Welt, einer schönen Frau zusammentreffen. Frau Welt offenbart dem Ritter Wirnt von Grafenberg ihre Kehrseite, worauf er erkennen muss, dass sein Streben nach der Anerkennung der Welt falsch war. Er verlässt seine Frau und seine Kinder, um sein weiteres Leben als miles Christi zu verbringen.

## Intertextuelle Bezüge
Der Ritter im Text trägt denselben Namen wie der mittelhochdeutsche Autor des Wigalois, Wirnt von Grafenberg. Konrad greift damit möglicherweise die Autorfiguration Wirnts von Grafenberg in Prolog und Epilog seines Artusromans Wigalois auf.

## Überlieferung
Der Text „Der Welt Lohn“ ist in sieben Handschriften und zwei Fragmenten überliefert.

## Ausgaben
- Konrad von Würzburg: Heinrich von Kempten, Der Welt Lohn, Das Herzmaere, Mittelhochdeutscher Text nach der Ausgabe von Edward Schröder, Übersetzt, mit Anmerkungen und einem Nachwort versehen von Heinz Rölleke, Mittelhochdeutsch-Neuhochdeutsch,  (= RUB 2855), Stuttgart: Philipp Reclam jun., 2000

## Adaptionen
- Der Welt Lohn, Komposition von Andras Hamary. Performance für Tänzer, Sopran, Tenor, Chor und großes Orchester nach Cuonrat von Wirzeburcs gleichnamiger Dichtung (Auftragswerk des Mainfrankentheaters Würzburg, Choreographie von Anna Vita, 2003/04, UA Würzburg)